# Obereopsis maculithorax
Obereopsis maculithorax là một loài bọ cánh cứng trong họ Cerambycidae.